# Gáti Tibor
Gáti Tibor (Budapest, 1929. február 14. – Budapest, 1995. szeptember 9.) orvos, egyetemi tanár, az orvostudományok kandidátusa (1965).

## Élete
Munkáscsaládban született. Apja a Magyar Államvasútaknál volt lakatos, anyja, Oláh Ilona a háztartást vezette. 1954-ben a Budapesti Orvostudományi Egyetemen szerzett általános orvosi diplomát. Már orvostanhallgatóként a Kórélettani Intézetben dolgozott; 1954 és 1962 között tanársegéd volt az Intézetben, aztán 1962-ben adjunktus lett. 1967-ben docensi rangot nyerte el, és 1972-ben egyetemi tanárrá nevezték ki. 1978-tól a Nagyvárad téri Elméleti Tömb igazgatótanácsának elnöke volt. 1979-ben kinevezték az általános orvostudományi kar helyettes dékánjává és ezt a tisztséget 1988-ig töltötte be. 1988 és 1993 között a Haynal Imre Egészségtudományi Egyetem kórélettani tanszékét vezette.
A Magyar Gasztroenterológiai Társaság tiszteletbeli elnöke, az MTA Orvosi Tudományok Osztályának titkára (1970), az Acta Physiologica és a Kísérletes Orvostudomány című folyóirat szerkesztőbizottsági tagja volt.
Kísérletes élettannal, gasztroenterológiával, táplálkozástannal foglalkozott, elsősorban a bél mikromotilitásának humorális szabályozását vizsgálta. A civilizációs ártalmak és betegségek viszonyát, vonatkozásait kutatta.
Hamvasztás utáni búcsúztatását 1995. október 11-én a Farkasréti temetőben tartották.

## Főbb művei
- Isonikotinsavhydrazid hatása patkányok hypophysis mellékvesekéreg rendszerére. Weisz Pállal, Forrai Györggyel. (Orvosi Hetilap, 1954, 51.)
- Hypothermia hatása a vékonybél mikromotilitására. Sántha Andrással. (Katonaorvosi Szemle, 1955, 10.)
- Novocain és a hypophysis-mellékveserendszer. Ludány Györggyel, Miczbán Izabellával, Rigó Jánossal, Földvári Péterrel. (Orvosi Hetilap, 1957, 37.)
- Reserpin és a bél mikromotilitása. Hideg Jánossal, Ludány Györggyel. (Orvosi Hetilap, 1958, 47.)
- A mellékvesekéreg hormonjainak támadás pontjairól. Többekkel. (Magyar Belorvosi Archívum, 1958, 4–5.)
- Adatok a felszívódás mechanizmusához. Kertai Pállal, Fehér Imrével. (Az MTA Orvosi Tudományok Osztályának Közleményei, 1958, 9.)
- Alimentaris myocardnekrosisok előidézése patkányokban. Többekkel. (Orvosi Hetilap, 1960, 40.)
- A koraszülöttek vérnyomásmérése. Gergely Károllyal, Rózsa Sándorral. (Orvosi Hetilap, 1960, 44.)
- Sorbitol és maunitol hatása a vékonybél mikromotilitására. Jacques Blessier-vel, Antonin Svatos-szal. (Magyar Belorvosi Archívum, 1962, 5.)
- A duodenum tartalom osmoticus nyomásának hatása a vérnyomás reflektoros önszabályozására. Selmeci Lászlóval, Hideg Jánossal, Tari Judittal. (Orvosi Hetilap, 1962, 42.)
- A táplálkozás és a vérnyomásreguláció összefüggéseinek kísérletes vizsgálata. Kandidátusi értekezés. (Budapest, 1965)
- Adatok a shockvese pathomechanizmusához IV. A dehydratiós shock hatása a veseműködésre. Többekkel. (Orvosi Hetilap, 1965, 7.)
- Triortokrezilfoszfát krónikus kis adagjainak hatása a vérnyomásra. Gelencsér Ferenccel, Sós Józseffel. (Az MTA Orvosi Tudományok Osztályának Közleményei, 1967, 18.)
- Vibráció hatása a vérnyomásra. Többekkel. (Orvosi Hetilap, 1968, 25.)
- A civilizációs betegségek kórtana (Budapest, 1969, angolul: 1971, oroszul: 1976)
- A testrezgések kórokozó szerepe. (Az MTA Orvosi Tudományok Osztályának Közleményei, 1971, 22.)
- Kórélettani vademecum (szerk., Szollár Lajossal, Szombath Dezsővel. Budapest, 1997)

## Díjai, elismerései
- Felsőoktatási Tanulmányi Érdemérem
- Jendrassik Ernő-emlékérem (1971)
- Honvédelmi Emlékérem
- Munka Érdemrend arany fokozata (1974)[4]
- Hetényi Géza-emlékérem (1985)
- Pro Optimo Merito in Gastroenterology (1987)
- Semmelweis Orvostudományi Egyetem Kiváló Oktatója (1987)